# Hôtel Louvet-Mayaud
L'hôtel Louvet-Mayaud est un hôtel particulier du XIXe siècle situé à Saumur. 
Ses façades et toitures ainsi que plusieurs pièces décorées (vestibule, salon, salle à manger) font l’objet d’une inscription au titre des monuments historiques par arrêté du 21 décembre 1984.